# Dariusz Krupa (muzyk)
Dariusz Rajmund Krupa (ur. 31 sierpnia 1976 w Łomży) – polski gitarzysta, muzyk sesyjny, piosenkarz.

## Życiorys
Z wykształcenia jest technikiem ekonomistą o specjalności finanse i rachunkowość. Ukończył także średnią szkołę muzyczną w Łomży. W 1995 rozpoczął naukę na Wydziale Jazzu w Zespole Państwowych Szkół Muzycznych im. Fryderyka Chopina w Warszawie, ale jej nie ukończył. Na zaproszenie Roberta Amiriana nagrał partie gitarowe na jego album pt. Bardzo niebieskie migdały (1996). W tym samym roku nawiązał współpracę muzyczną z Anitą Lipnicką oraz ze Studiem Buffo. W 1999 brał udział w nagraniu album Cezarego Konrada pt. One mirror... many reflections. Występował regularnie w klubie „Akwarium”.
Jako muzyk sesyjny współpracował m.in. z Anitą Lipnicką, Kayah, Mietkiem Szcześniakiem, Katarzyną Groniec, Natalią Kukulską, Justyną Steczkowską, Reni Jusis i Edytą Górniak, pracował także nad albumem Iwony Zasuwy i singlem Ferida Lakhdara. Był członkiem zespołów: Oxen, Alchemik, Cezary Konrad Band, Filip Sojka Band, The 3, Jacek Kochan Band, Mathplanete.
Wystąpił gościnnie w serialu Samo życie oraz brał udział w programach telewizyjnych: Załóż się, Kuba Wojewódzki, czy Druga strona medalu.
Był współwłaścicielem wytwórni muzycznej EG.Production z Edytą Górniak, której był gitarzystą i menedżerem. Po zakończeniu współpracy z Górniak uruchomił przedsiębiorstwo No More Drama Production, w którym zajmował się produkcją muzyczną, managementem oraz public relations artystów. W tym okresie był menedżerem Natalii Lesz i Nicka Sincklera.

## Życie prywatne
11 listopada 2005 poślubił piosenkarkę Edytę Górniak, z którą ma syna Allana (ur. 27 marca 2004) i z którą rozwiódł się 24 lutego 2010. Ze związku z byłą modelką Izabelą Adamczyk ma córkę Leę.

### Konflikty z prawem
13 lipca 2014 na Al. Komisji Edukacji Narodowej w Warszawie spowodował wypadek samochodowy ze skutkiem śmiertelnym. Przekraczając dopuszczalną prędkość wjechał swoim BMW 320D na czerwonym świetle na przejście dla pieszych, doprowadzając do śmiertelnego potrącenia 63-letniej kobiety. W trakcie wypadku był w stanie po użyciu kokainy. Po wypadku przez ponad dwa lata, do listopada 2016 przebywał w areszcie tymczasowym. 18 kwietnia 2017 został prawomocnie skazany na 6 lat pozbawienia wolności. 9 kwietnia 2018 rozpoczął odbywanie kary pozbawienia wolności w zakładzie półotwartym w Grądach-Woniecku. W maju 2020 został zwolniony warunkowo po odbyciu 4 lat i 5 miesięcy z zasądzonych 6 lat pozbawienia wolności.